# تیلیچکی
تیلیچکی (به لاتین: Tyliczki) یک منطقهٔ مسکونی در لهستان است که در Gmina Lipinki Łużyckie واقع شده‌است.